# Дискримінація людей з психічними розладами

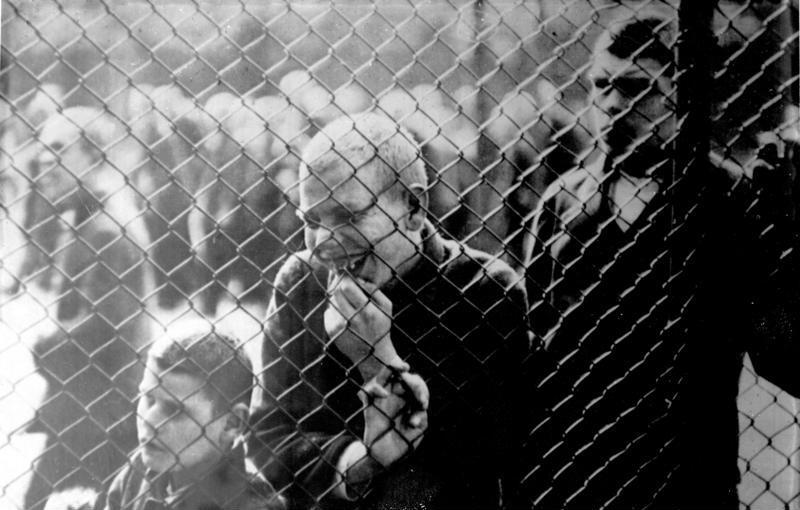
Пацієнти в психіатричній клініці. З матеріалів фотовиставки. Німеччина, березень 1934 року

Дискримінація людей з психічними розладами — негативне ставлення до людей і порушення їх прав на підставі наявності у них психічного розладу або психіатричного діагнозу. Вживається також термін психофобія, що означає соціокультурне кліше, пов'язане з боязню, нетерпимістю та іншими негативними почуттями і діями щодо психічних захворювань і людей, що їх мають.
Факт того, що психіатричний діагноз є стигмою, яка ускладнює соціальну адаптацію і реалізацію передбачених законом прав, визнаний Всесвітньою психіатричною асоціацією. За даними ВООЗ, порушення елементарних свобод, відмова в наданні особам з психічними розладами цивільних, політичних, економічних, соціальних і культурних прав характерні для багатьох країн світу і відбуваються як всередині медичних установ, так і за їх межами. Людей з психічними розладами часто стигматизують, піддають зневажливому і жорстокому поводженню. Дискримінують також осіб, які не мають психічних розладів, коли їх помилково сприймають як таких, що мають або мали їх.
Дискримінація і стигматизація людей з психічними розладами є найбільш значущими проблемами в сфері охорони психічного здоров'я, боротьба з ними входить в число пріоритетів ВООЗ та Всесвітньої психіатричної асоціації. Міжнародні документи і законодавства розвинених країн забороняють дискримінацію, в тому числі і на підставі наявності у психічного розладу.

## Форми і способи дискримінації
У деяких джерелах виділяють такі різновиди (форми) дискримінації людей з тих чи інших груп меншин, як дискримінація побутова та інституційна.

### Побутова дискримінація
Поняття, що має на увазі негативно упереджене ставлення до представників тієї чи іншої меншини з боку окремо взятих осіб або малих громадських груп.
Побутова дискримінація і стигматизація людей з психічними розладами і психіатричними діагнозами в країнах СНД найчастіше має масштабний характер; вона нерідко призводить до розвитку у людини комплексу неповноцінності, ущербності, до соціальної ізоляції її сім'ї, почуття незручності у близьких перед оточуючими за її розлад. Як відзначають російські дослідники, багато людей з психічними розладами піддаються систематичній дискримінації в більшості областей свого життя: дискримінація відбувається в сім'ї, на роботі, в особистому житті, громадській діяльності, в області охорони здоров'я, засобах масової інформації. Багато з людей з відносно легким рівнем психічних порушень страждають від стигматизації в більшій мірі, ніж від проявів самої хвороби.
Дослідження показують, що дистанціювання від людей з психічними розладами є максимальним; в цілому воно є набагато більшим, ніж по відношенню до інвалідів за зором і слухом, до інвалідів з порушеннями опорно-рухового апарату та ін. Нетолерантне ставлення проявляється у відмові вчитися в одному класі з дитиною, що має психічні порушення, або працювати з хворим в одному відділенні, на одному підприємстві, в небажанні вступати в контакт з людиною, що має психічні порушення, мати з ним спільні інтереси:28.
Було помічено, що інтенсивність, з якою бувають відкинуті хворі, залежить не стільки від патологічності тих чи інших форм поведінки, скільки від очевидності порушення поведінкових норм, прийнятих в даному суспільстві. Нерідко люди звертають увагу навіть не на те, наскільки насправді є порушеною поведінка індивіда, а на інформацію про те, що мала місце госпіталізації його в психіатричний стаціонар:27.
Уявлення про дивні поведінкові прояви, характерні для деяких психічних розладів, у свідомості людей перебільшуються, спотворюються і переносяться на будь-які порушення психіки:43. Стигматизація може відбуватися і при абсолютно нормальній поведінці людини. Провокують її такі ознаки, як звістка про існування психіатричного діагнозу, інформація про минулі психічні розлади, яка негайно ставить соціальний бар'єр між суспільством і індивідом. В результаті можуть послідувати соціальні обмеження, які знижують його статус, обмежують доступ до роботи та інших соціально значущих видів діяльності, перешкоджають самореалізація людини в любові і дружбі:29.
Найчастіше реакція суспільства при контакті з визнаними психічно хворими проявляється прагненням не тільки відкинути їх, а й ізолювати. Так, за даними одного з досліджень, майже 50 % жителів Канади вважали, що психічно хворих потрібно залишати в психіатричних стаціонарах надовго:27.
За даними соціологічного опитування, що проводився в Орловської області, більшість опитаних, виявляючи недостатню компетентність у питаннях, що стосуються клініка психічних розладів, демонстрували при цьому високий ступінь соціального дистанціювання від людей з психічними розладами, яка збільшувалася тим більше, чим виразніше була суб'єктивна значимість передбачуваного контакту і особиста залученість респондента в нього. Опитування людей з психічними розладами показав, що багато хто з них прагнуть приховувати наявність у них розлади, відчувають незручність, уникають спілкування з колишніми знайомими; в результаті посилюється міжособистісна відгородженість і побутова, сімейна, трудова дезадаптація, які можуть призводити до хроніфікації розлади, частим рецидив, зловживання психоактивними речовинами і т. ін. Подібні результати показали і численні обстеження, що проводилися у Великій Британія та США.
Метааналіз всіх існуючих досліджень зв'язку між насильством і такими діагнозами, як шизофренія і біполярний афективний розлад, виконаний психіатром з Оксфордського університету Ш. Фазель, показав, що наявність цих хвороб не пов'язана зі схильністю або мотивацією до вчинення насильства.
У повсякденній культурі психічний розлад стає предметом сарказму, гумору і зменшувально-зневажливого ставлення. Анекдоти, усні історії про аномальні стани, людей з психічними порушеннями, часто використовувані в мові загальні поняття «псих», «хворий», «шизофренік», «психушка» та ін., є провісниками негативного ставлення, що заперечує визнання людської особистістості і гідності у людей з психічними розладами:28.
Виділяють також поняття самостигматизації — заниженої самооцінки під впливом негативних уявлень про психічну хворобу, внаслідок чого особи з психічними розладами вживаються в роль інвалідів, стають залежнішими від допомоги інших людей, приймають нав'язані суспільством уявлення про психічні розлади і себе самих як хворих і небезпечних, засвоюють стереотип неповноцінної людини:29.
Істотною проблемою є також насильство по відношенню до людей з психічними розладами в їх сім'ях, яке часто буває пов'язаним з відсутністю знань у членів сімей про те, як правильно здійснювати догляд за особами з психічними розладами. Жорстоке поводження з боку осіб, які здійснюють догляд, може включати в себе фізичне, психологічне або сексуальний насильство і відсутність турботи. Насильство може призвести до серйозних психологічних наслідків у людей з психічними розладами і підвищує ризик рецидиву психічного розладу.

### Інституційна дискримінація
Цей термін має на увазі дискримінацію, що має місце з боку держави, великої групи, суспільства, організації або соціальної інституції по відношенню до представників тієї чи іншої меншини. Інституційна дискримінація може відбуватися в системі освіти, комерційних і виробничих організаціях, правовій, судовій системі і под. Інституційна дискримінація є найбільш поширеною в країнах колишнього СРСР і Східної Азії.
За твердженнями, що містяться в ряді джерел (Всесвітня організація охорони здоров'я, Незалежна психіатрична асоціація, Міжнародна Гельсінкська Федерація, публікації психіатрів, юристів, педагогів і психологів, правозахисників, статті в журналах Current Opinion in Psychiatry, Psychiatric Bulletin), щодо осіб з психічними розладами мають місце:
- Неоправдані випадки недобровільної госпіталізації[18][19][20]; недобровільне утримання в психіатричних стаціонарах великої кількості людей, здатних приймати самостійні рішення з питань, що стосуються їхнього майбутнього[21].
- Порушення права на інформовану згоду (на обговорення пропонованих і альтернативних методів терапії та їх можливих наслідків, а також на відмову від лікування)[22][23][24][25].
- Відмова у виписці з лікарні за бажанням пацієнта (часто навіть при добровільній госпіталізації)[23][26][27] або в переведенні в інший психіатричний стаціонар, незважаючи на прохання пацієнта і згоду представників «приймаючої» клініки[28].
- Принизливе і жорстоке поводження в психіатричних стаціонарах[18][29][30][31][32].
- Застосування (формулювання ВООЗ) «неадекватних, таких що принижують гідність і небезпечних методів лікування»[18]. Неоправдано часте використання застарілих «типових» антипсихотиків, що мають важкі побічні ефекти, часто навіть без препаратів-коректорів, які дозволяють послабити ці побічні ефекти[33]. Призначення психотропних препаратів з метою покарання і для забезпечення контролю над пацієнтами, щоб зменшити навантаження на медичний персонал, а не з метою діагностики і лікування чтобы уменьшить нагрузку на[4].
- Порушення права на усамітнення (пацієнти довгий час, часом роками, перебувають в загальних палатах, де немає ні хвилини усамітнення), на свободу спілкування і на часті візити[4].
- В деяких психіатричних закладах (наприклад, психоневрологічних інтернатах) — позбавлення права на здорове харчування, мінімально прийнятні житлові умови, оплачувану працю[34].
- Примусова праця в психіатричних закладах[4].
- Зайва медикалізація немедичної, непсихіатричної проблематики, пов'язаної з поведінкою людини, наприклад при соціально-побутових конфліктах, і випадки госпіталізації з цієї причини[26].
- Позбавлення права мати достойну роботу, в тому числі в державних закладах, підприємствах і організаціях[35][36]; нерідко значні проблеми з працевлаштуванням[8][11][14][18][37][38][39].
- Неправомірне звільнення людини з роботи з причини її перебування в психіатричному стаціонарі[31][39].
- Відмова в прийомі документів при вступі в навчальні заклади через наявність у людини психіатричного діагнозу[31][39]; вимога від абітурієнтів вищих і середніх учбових закладів справки з психоневрологічного диспансеру про те, що вони не стоять на диспансерному обліку, і надання психоневрологічними диспансерами інформації про це[40].
- Порушення права на освіту по відношенню до дітей-інвалідів з відхиленнями у психічному і розумовому розвитку — значна частина таких дітей не отримує шкільної освіти взагалі або поставлена в неадекватні умови отримання освіти[41].
- Труднощі в отриманні житла (звідси великий відсоток людей з психічними розладами серед бездомних)[8][14][23][37].
- Позбавлення права розпоряджатися власним майном, зокрема нерухомістю[31][32][42].
- Труднощі в отриманні адекватної медичної допомоги при соматичних захворюваннях, як психіатричних закладах, так і в загальній системі надання медичної допомоги[14][34][37][43].
- Труднощі в отриманні незалежного психіатричного висновку[40].
- Порушення права на отримання інформації про своє здоров'я[24][32][44][45][46][47][48], відмова у видачі виписок з історії хвороби[24][32][44][45][47][48].
- Надання відомостей, що становлять лікарську таємницю (у випадках, коли людина з психічним розладом бере участь в якомусь кримінальному процесі), тим чи іншим учасникам кримінального судочинства, публікація цих відомостей в пресі і т. ін.[49]
- Ігнорування права на юридичну допомогу: неможливість пацієнта звернутися в суд при недобровільній госпіталізації[19][50][51]; відмова органів суду і слідства розглядати скарги громадян, що стоять, за інформацією психоневрологічних диспансерів, на обліку[31][32][39], труднощі у відкритті кримінальної справи, якщо проти особи з психіатричним діагнозом здійснено злочин[32][51][52].
- Порушення презумпції невинуватості в процессуальной практиці: висновок про скоєння людиною злочину і призначення примусових заходів медичного характеру лише на основі висновку судебно-психиатрической экспертизы про неосудність — часом навіть в тих випадках, коли слідством ще не зібрані докази і коли не винесене судове рішення про винуватість чи невинуватість[53][54].
- Порушення політичних прав (маніпулювання голосами осіб з психічними розладами[31]; недопущення до участі у голосованні на виборах[40][55]).
- Неоправдано розширені протипокази до водіння транспортних засобів[56][57], неправомірні відмови у видачі дозволу на керування автотранспортом[58][59].
- Часті випадки госпіталізації за соціальними показами і переведення в психоневрологічні інтернати пацієнтів, що не мають постійного місця проживання або тих, хто знаходиться в конфліктних відносинах з рідними, в стані надмірної залежності від них, — хоча деякі з таких пацієнтів цілком могли б проживати у себе вдома під наглядом добросовісного опікуна або навіть самостійно, при наявності житла і мінімальної допомоги[23].
- Державна політика сегрегації по відношенню до дітей з порушеннями психічного розвитку — політика вилучення з суспільства і утримання в закритих закладах, що призводить до труднощів у реабілітації, до соціальної дезадаптації і до поглиблення наявних у дітей психічних проблем[60][61].
- Закритість системи психоневрологічних інтернатів, важкі умови перебування у них і ізоляція пацієнтів, що там утримуються, від суспільства, відсутність адекватного виховання, освіти і реабілітації, втрата можливості набути соціальних навиків і адаптуватися до життя: після досягнення повноліття вихованці дитячих психоневрологічних інтернатів попадають, зазвичай, в інтернати для «психохроніків»[60][61].
- Надмірно часте позбавлення громадян з психічними розладами дієздатності[62][63][64][65]:199, за відсутності належних матеріальних і процедурних гарантій проти непропорційного обмеження прав[62]. Часті порушення прав недієздатних осіб[63][65]:201[66] і низький рівень правової захищеності недієздатних, поміщених в психіатричні лікарні і психоневрологічні інтернати, нерідко повна їх залежність від цих установ, часто виконуючих функції опікунів[32]:430[62].
- Труднощі отримання соціальних допомог, санітарно-курортного лікування; часта відмова соціальних працівників надавати допомогу особам з психічними розладами[67]:76—77.
- Зловживання набагато більшим доступом до персональних даних і особистих відомостей пацієнта, порівняно з іншими галузями медицини.

## Причини дискримінації, їх аналіз і заперечення
Існує безліч помилкових уявлень, що сприяють стигматизації осіб з психічними розладами і підсилюють її, призводять до дискримінації. Однією з головних причин стигматизації, мабуть, є сформований за тривалий час в суспільстві міф про невиліковність психічних захворювань, неминучої суспільної небезпеки психічно хворих, непередбачуваності їх поведінки. Психічний розлад помилково ототожнюють з виною, когнітивною/моральний неспроможністю, а також спадковими факторами, для яких нібито не існує адекватного лікування. У багатьох громадах психічний розлад не вважається медичним станом, а розглядається як слабкість характеру або як покарання за аморальну поведінку. Психічний розлад часто плутають з психічним дефектом або ототожнюють з поняттям неосудності. Громадськість часто використовує шизофренію як парадигму психічного захворювання, описуючи психотичну і дезорганізовану поведінку як характеристику всіх осіб з психічними розладами; при цьому стигма, що має відношення до шизофренії, особливо важка і тісно пов'язана з помилками і страхами з приводу насильства і непередбачуваності. Поширене і некоректне уявлення, що людина, одного разу захворівши психічно, назавжди залишиться хворим, хоча в дійсності більшість пацієнтів психіатричних лікарень здатні повернутися до нормального життя в суспільстві. Поширене також помилкове уявлення, що психічні розлади дуже рідкісні і незвичайні:45.
Серед причин дискримінації та стигматизації дослідники називають недостатню обізнаність суспільства в області психіатрії; підсвідомий страх, що підкріплюється «журналістськими бомбами» — вибірковими і мелодраматичними повідомленнями в засобах масової інформації практично про всі випадки насильства, що здійснюються душевнохворими; у зв'язку з чим громадськість погано уявляє собі характер і реальну частоту таких випадків.
Багато досліджень підтверджують факт, що істотну роль в дискримінації відіграє низька інформованість населення і окремих людей про проблеми психічного здоров'я: доведено, що люди з більшими знаннями про психічні розлади, а також досвідом спілкування і взаємодії з психічно хворими, мають набагато менше забобонів:29. Часом навіть високоосвічені люди демонструють невігластво, висловлюючи своє ставлення до цієї сторони життя. Проте навіть фахівці в сфері психічного здоров'я можуть вкрай негативно ставитися до людей з психічними розладами і стигматизувати їх. Подібне може відбуватися, якщо у фахівця, як психологічний захист, розвинулося емоційне вигорання.
Аналіз даних, отриманих в різних країнах, показав наявність всередині кожної культури великої кількості різноманітних міфів про осіб з психічними розладами і різне трактування цих міфів, притаманне різним культуральним групам:75.
За даними ряду зарубіжних досліджень, в пресі переважає негативна інформація як про психіатрію і психіатрів, так і про психічно хворих. Одне з досліджень показало, що тема протиправних дій, що здійснюються людбми з психічними розладами, в ЗМІ відноситься до найбільш популярних тем, що стосуються психіатрії (23 %). Серед газетних публікацій, що містять згадки про психічно хворих, частка статей з посиланнями на злочини склала 40 %. У ЗМІ часто зустрічаються зневажливі найменування, зневажливі похідні від психіатричних термінів: «шизофренік», «псих» та ін. Одностороннє фокусування при описі психопатологічних симптомів лише на найбільш помітних, лякаючих аспектах проблеми (імперативний зміст обманів сприйняття, перерахування маячних фабул) при ігноруванні інших проявів психічної патології теж сприяє стигматизації.
Разом з тим, насправді люди з психічними розладами в основному не агресивні і не є вбивцями:27,45. Випадків агресивної поведінки серед них стільки ж, скільки серед здорових індивідів (близько 3 %):27,45. Так, дослідження проведені в Німеччині Беккером (Бекером) і Гефнером, показали, що відсоток психічно хворих людей серед загального числа осіб, що притягаються до кримінальної відповідальності, приблизно відповідає частоті зустрічальності психічних розладів серед дорослого населення:83.
За даними різних дослідників, особи з психічними розладами, які вчинили злочини, становлять лише 1-3 % серед усіх порушників кримінального законодавства. Особливо рідко скоюють злочини люди з депресією та з недоумством: у цих випадках ризик правопорушення є в 10 разів меншим, ніж у здорової частини населення:83—84. Ризик вчинення вбивств людьми з шизофренією не вищий, ніж у популяції:88, а згідно з висновками дослідження 2001 року, ризик того, що особи з діагнозом «шизофренія» вчинять злочин, є в 10 разів меншим, ніж ймовірність того, що вони самі стануть жертвою. Виходячи зі статистики досліджень, американський вчений Д. Монахан зробив висновок, що на підставі клінічних даних не можна здійснити точний прогноз насильницької поведінки (зокрема, дискусійною є зв'язок діагнозу «шизофренія» з ризиком насильства). За висновком Американської психіатричної асоціації, психіатри не володіють спеціальними знаннями, необхідними для передбачення довгострокової небезпеки в майбутньому, і можуть передбачити її не більшою мірою, ніж неспеціалісти на основі немедичних даних.
Інші дослідження відзначають зростаючий ризик агресивної поведінки у осіб з психічними розладами переважно при десоціалізації та соціальній ізоляції, наявності кримінального анамнезу, тюремному ув'язненні, відсутності працевлаштування та певного місця проживання, зловживанні алкоголем і наркотиками, несприятливих обставинах в дитинстві (неблагополучній сімейній обстановці, відсутності батьківської уваги, порушенні розвитку); робиться висновок, що небезпеку психічно хворих людей зумовлюють соціальні, а не клінічні фактори.
В мета-аналізі 131 робіт (виконаному Gendreau зі співавторами, 1996), що стосуються дослідження повторних злочинів у 750 000 колишніх ув'язнених, був зроблений висновок, що найпереконливішими предикторами рецидивізму є історія правопорушень у минулому, антисоціальні установки, цінності і поведінка, антисоціальна особистість і кримінальне оточення. Ступінь вираженості дистресу, в тому числі наявність і вираженість психічного розладу, практично не мав відношення до рецидивізму.
У мета-аналізі 58 публікацій (Bonta зі співавт., 1998), що стосуються рецидивів у правопорушників з психічними розладами, було показано, що найнадійніші предиктори рецидивізму в даній субпопуляції — вчинення правопорушень у минулому та антисоціальна спрямованість особистості. Діагноз психічного розладу психотичного рівня або розладу настрою і дані про лікування з приводу психічних розладів в минулому або не мали зв'язку з рецидивізмом, або перебували по відношенню до нього в обернено пропорційній залежності.
За даними аналізу майже 20 000 окремих випадків, що був виконаний в 2009 році, збільшення ризику насильства пов'язане зі зловживанням наркотиками і алкоголем, незалежно від наявності або відсутності у людини шизофренії. Приблизно аналогічні результати були отримані в двох інших дослідженнях щодо біполярного афективного розладу.
У числі причин дискримінації осіб з психічними розладами можна назвати також причини, які є загальними для будь-якого роду дискримінації представників тих чи інших меншин: еволюційна причина (етологічні коріння), що змушує бачити в усьому чужому неприйнятне для себе; соціальні фактори, до яких відноситься заохочення суспільством будь-яких форм стигматизації та дискримінації, з метою нав'язати нижчий статус тим чи іншим групам; причини, що лежать в області інтерперсональних відносин (прагнення однієї людини поставити себе вище іншого і завдяки цьому самоствердитися):237. Особи що стигматизують, якщо їх самооцінка є низькою і якщо в повсякденному житті вони піддаються загрозам, невдачам і фрустраціям, несвідомо отримують психологічну користь від наявності стигматизованого, підвищуючи тим самим свою самооцінку і посилюючи відчуття благополуччя. Міфи про психіатрію і людей з психічними розладами знижують рівень тривожності індивідуума, його страх втратити контроль над власною поведінкою і стати ізгоєм. У зв'язку з механізмом проєкції — приписування власних негативних якостей іншим — дискримінація людей з розладом набуває для дискримінуючих психологічної вигоди.

## Історія дискримінації
Дискримінація осіб з психічними розладами в багатьох країнах носить історично обумовлений характер: негативні стереотипи, страх і неприйняття приводили протягом століть до ситуації, коли суспільство або відкидало осіб із психічними розладами, або не помічало їх існування. У поводженні з пацієнтами звичайними були зв'язування і утримання на ланцюзі, побої, спроби «лікування» голодом.
Стигматизація осіб з психічними розладами має давню історію і існує з біблійних часів, коли божевілля, як покарання за гріхи, стало розглядатися в рамках релігійної віри і практики. В Європі часів Середньовіччя наявність психічних розладів приписувалося одержимості людини бісами; вважалося також, що Бог насилає безумство як покарання грішникам. Ставлення до душевнохворих визначалося позицією церкви. «Лікування» психічно хворих «вигнанням біса» проводили священнослужителі:9.
Однак саме завдяки церкві почав здійснюватися організований догляд за стражденними і піклування про душевнохворих. Ще в XVI—XVII ст. поміщення душевнохворих в монастир не тільки забезпечувало їм догляд і лікування, а й спонукало їх до самообслуговування і праці:9—10.
В ході знаменитих процесів відьом тортурам і стратам піддавалися, мабуть, в тому числі і люди з психічними розладами, серед яких було, ймовірно, багато людей з депресією і маренням самозвинувачення, з істерією та ін. Всупереч поширеному уявленню, ці події характерні були не стільки для Середньовіччя, скільки для Ренесансу. Певну роль в переслідуванні «бісовмісних» зіграло не лише католицтво, але й лютеранство. Відома позиція Мартіна Лютера, який писав:

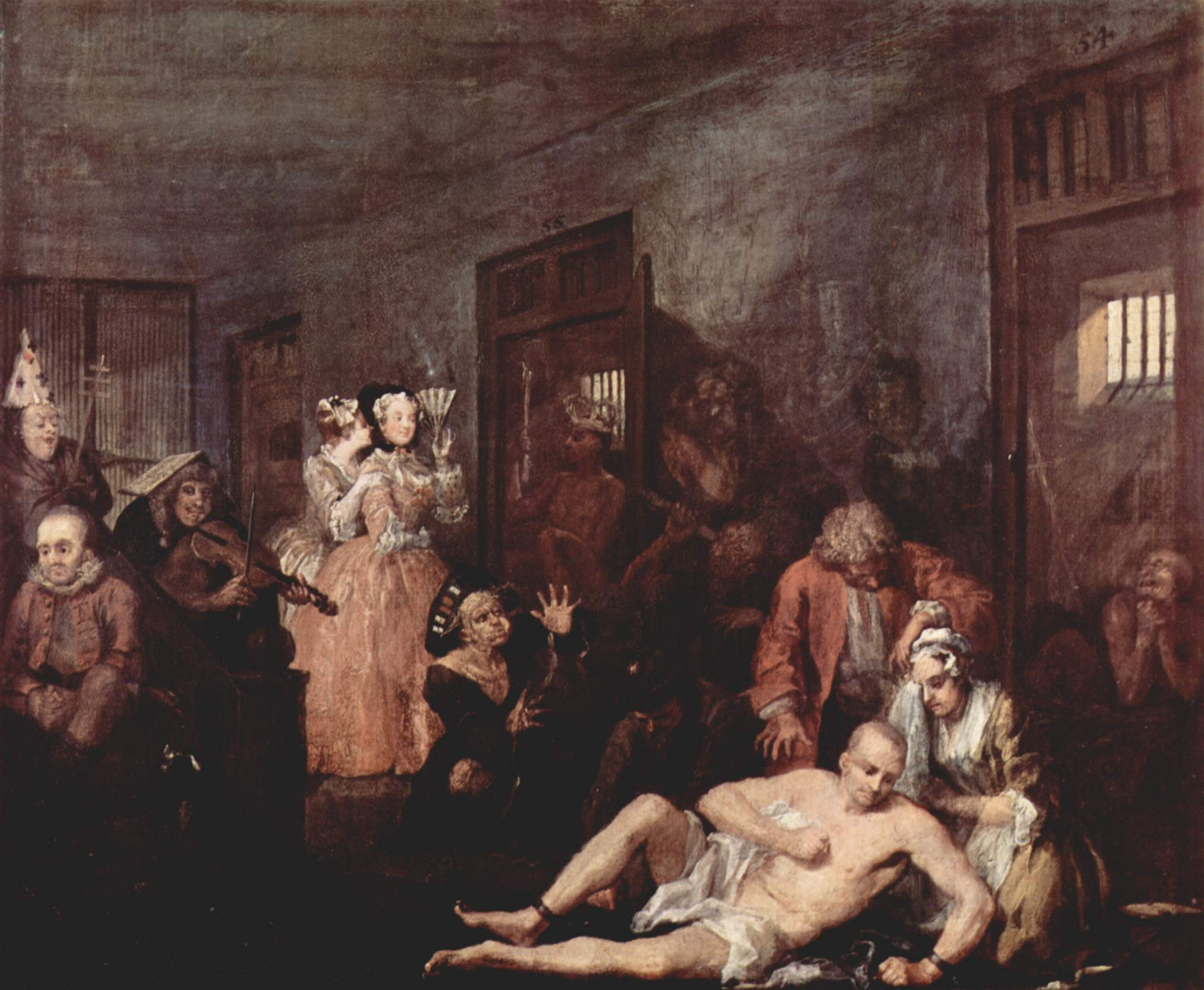
«Віфлеємський госпіталь», Вільям Хогарт

|  | По моему мнению, все умалишённые повреждены в рассудке чёртом. Если же врачи приписывают такого рода болезни причинам естественным, то происходит это потому, что они не понимают, до какой степени могуч и силён чёрт. |

Аж до кінця XVIII — першої половини XIX століття в'язні закладів для душевнохворих Англії, Франції і Німеччини утримувалися у важких умовах: в кам'яних «мішках», позбавлені сонячного світла і прикуті ланцюгами, часто голодуючи і піддаючись побиттям. Ж. Эскироль, відвідавши психіатричні установи в провінційних містах Франції, в 1818 році писав:
|  | Несчастные, в интересах которых я возвышаю свой голос, подвергаются обращению, худшему, чем преступники, и живут в обстановке, достойной зверей. Я видел их покрытых лохмотьями, на соломе, которая служит для них единственной защитой от сырости каменного пола. <...> Вот что я видел во Франции, и вот как содержатся душевнобольные почти повсеместно в Европе. |

В Лондоні і Парижі популярними були вистави за участю «буйних» душевнохворих: їх замикали в клітки і за гроші демонстрували публіці — з метою морального повчання. У недільні дні в Бедлам за малу плату (один пенні) пускали відвідувачів; число відвідувачів при цьому досягало 96 тисяч на рік. У Франції городяни з лівого берега Сени по неділях здійснювали розважальну прогулянку в госпіталь Бісетр, щоб подивитися на знаменитих божевільних. Деякі тюремники отримували популярність завдяки своєму вмінню ударами хлиста змушувати душевнохворих проробляти танцювальні па і акробатичні трюк.

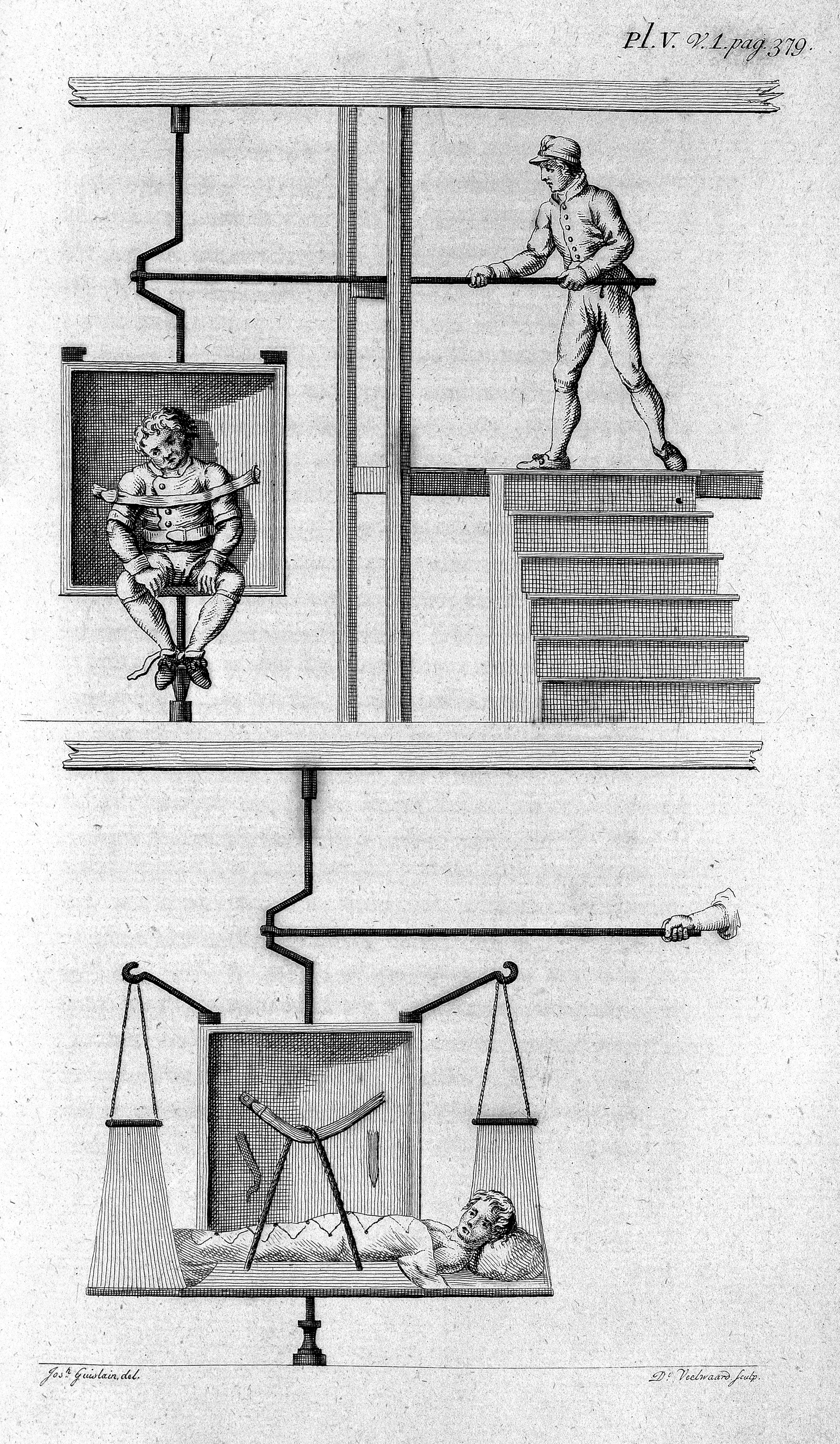
Обертальна машина

У німецьких будинках для божевільних практикувалися побиття батогом і палицями, як метод лікування застосовувалася так звана механотерапія: обертальна машина, обертове колесо і обертальне ліжко (дія останнього призводила до найбільш важких ефектів: запаморочення, нудота, блювота, ядуха, крововилив в кон'юнктиву очей), гамівний стілець і гамівне ліжко, «мішок» (Sack). Жорстокі методи «лікування» використовувалися і в ряді інших країн: наприклад, в Британії і в США застосовувалося обертове крісло. Існували і такі засоби, як припікання чола розжареним залізом, занурення в крижану воду і обливання крижаною водою; пацієнтів змушували приймати розчин винного каменю, сажу, мокриць і мило.
Принципи гуманного ставлення до людей з психічними розладами в Західній Європі були закладені Філіпом Пинелем, в 1793 році він буквально зняв Ланцюги з душевнохворих в Паризькій державній лікарні Бісетр. Саме в кінці XVIII століття переважно поліцейське ставлення суспільства до «схиблених» починає змінюватися ставленням до них як до хворих людей. Ця епоха розвитку психіатрії характеризується становленням психіатрії як галузі медицини, введенням принципів цивільного захисту душевнохворих і усуненням насильства над ними. Дуже повільно і поступово протягом перших десятиліть XIX століття з душевнохворих в психіатричних установах повсюдно знімалися ланцюги. В середині XIX століття англійський лікар Джон Коноллі пропонує принцип No restraint («Ніякого обмеження»); суперечка навколо цього принципу стала загальноєвропейською і глибоко символічною, проте ніяк не торкнулась основи доктрини лікарського патерналізму. Аж до середини XX століття патерналістська модель психіатричної допомоги переважала в усьому світі, і недобровільна госпіталізація переважної частини душевнохворих вважалася загальноприйнятою соціальною нормою.
В Російській імперії перша психіатрична лікарня була створена в 1776 році. Протягом значної частини XIX століття основною функцією будинків для божевільних залишалась ізоляція і утримання хворих, які перебували часто в тісноті і з ланцюгами на тілі. За словами сучасників, утримання хворих було «гірше, ніж просто кинуті напризволяще». Російський психіатр кінця XIX століття С. С. Корсак був послідовним прихильником системи No restraint Джона Коноллі, яка широко поширилася на Заході. Завдяки Корсакову прогресивні методи утримання та догляду набули поширення і в Росії. Спочатку С. С. Корсаковим в приватній клініці були скасовані будь-які насильницькі заходи при лікуванні душевнохворих, в першу чергу зв'язування і використання гамівна сорочка. Були скасовані ізолятори, зняті решітки на вікнах, створена затишна обстановка у відділеннях. Введена в приватній лікарні система No restraint поступово почала проникати і в земські психіатричні лікарні.
Політика расової гігієни в нацистської Німеччини привела до стерилізації, а потім і до фізичного знищення багатьох людей з психічними розладами, в ході програми «Т-4». З 1934 по 1945 рік були примусово стерилізовані сотні тисяч осіб. В рамках програми «Т-4» було вбито до 275 тис. осіб; в період з 1942 по 1945 рік близько 1 мільйона пацієнтів було закатовано голодом у німецьких психіатричних лікарнях. Вважалося, що невиліковно хворі "не заслуговують права на існування "і являють собою "біологічну загрозу " для німецької нації; крім того, в якості одного з виправдувальних мотивів виступав економічний ефект від знищення «зайвих людей», існування яких обходиться дорого державі і суспільству. Програма «T-4» послужила початком переходу гітлерівців від окремих злочинів до заздалегідь спланованих масових вбивств.
В 1955 році комітет експертів Всесвітньої організації охорони здоров'я висловився за необхідність розширення лікування людей з психічними розладами без ізоляції від суспільства. Раніше багато десятиліть в різних країнах була звичайною практика утримання осіб з психічними розладами в спеціалізованих закладах, психіатричних стаціонарах або інтернатах. Це посилювало притаманне таким людям прагнення до ізоляції від суспільства. Люди з інвалідністю, які проводили багато років в закритих установах, втрачали контакти з колишніми друзями із зовнішнього світу, втрачали навички життєзабезпечення, побоювалися вийти з закритих установ у звичайне життя:39.
Наприклад, у Німеччині пацієнти в перші післявоєнні десятиліття перебували в переповнених палатах великих психіатричних лікарень майже без жодного лікування або перспектив на майбутнє, з повною відсутністю приватного життя, догляду, якої-небудь діяльності. Деякі хронічні пацієнти без будь-якої оплати допомагали медсестрам в геріатрічних відділеннях, займаючись цим регулярно з ранку до вечора; інші працювали в будинках лікарів і медсестер. При цьому (за даними на 1973 рік) майже дві третини пацієнтів німецьких психіатричних лікарень, тобто близько 60 тис. осіб, перебували в психіатричних лікарнях понад два роки, а майже третина — понад 10 років.
У звіті комісії Законодавчих зборів американського штату Західна Вірджинія про результати перевірки однієї з психіатричних лікарень штату (1972) було сказано:
|  | Комиссия испытала во всей полноте отвращение к жалким условиям, существующим в этом учреждении. Грязь, отбросы и отвратительные запахи были повсюду. Ежедневная уборка и обычная деятельность по поддержанию порядка не осуществлялись. Сеток [для защиты от насекомых] не было, роились мухи, мусорные баки были открыты и переполнены… |

В 1960-ті роки у західних країнах виникли антигоспітальний і антипсихіатричний рухи, наслідком яких стало реформування системи психіатричної допомоги (деінституціоналізація) і поширення ідей захисту цивільних прав психічнохворих, що спричинило за собою гуманізацію законодавства у сфері психіатрії. Вже до 1987 року у більшості європейських країн, а також в США і Канаді понад 90 % випадків госпіталізацій в психіатричні стаціонари здійснювалось на добровільній основі.
Значну роль у зміні ставлення суспільства до психіатрії та душевнохворих відіграли Громадські організації так званих споживачів психіатричної допомоги (асоціаціяї психічно хворих і їх родичів), що стали потужним і дуже впливовим рухом в психіатрії. Діяльність цих організацій спрямована на захист інтересів і прав осіб з психічними розладами, їх соціальну підтримку, привернення уваги суспільства до їх потреб і подолання стигматизації.
В СРСР були відсутні будь-які законодавчі гарантії прав осіб з психічними розладами, у зв'язку з чим будь-який психіатричний пацієнт міг бути недобровільно госпіталізований без судової процедури на прохання його родичів, начальника на роботі або за вказівками районного психіатра. Це створило передумови для масових зловживань в області психіатрії, в тому числі для придушення незгодних з політичним режимом.
Радянська психіатрія була значною мірою зосереджена на ізоляції психічно хворих людей від суспільства і здійсненні постійного контролю над ними. Багато людей роками або навіть десятиліттями перебували в психіатричних установах, перебуваючи під впливом препаратів, що важко переносяться. Використовувалися надмірно розширене поняття «соціальної небезпеки» і більш широкі критерії діагностики шизофренії, ніж в західних країнах. Характерним було переважання лікарняної допомоги; неоптимально організована позалікарняна психіатрична допомога була не в змозі задовольнити потреби населення в альтернативних видах психотерапевтичної і психосоціальної допомоги, по суті позбавляючи багатьох пацієнтів з пограничними психічними розладами права вибору і звузивши реальні можливості отримання психіатричної допомоги до рівня психіатричного стаціонару.
У радянському суспільстві люди з психічними розладами представляли собою надзвичайно стигматизовану групу населення. Десятиліттями в СРСР питання психіатрії висвітлювалися в засобах масової інформації лише дуже бідно, завдяки чому зберігався сформований раніше в суспільній свідомості негативний стереотип про психічно хворого і його місце серед оточуючих.
Люди з діагнозами психічних розладів, незалежно від ступеня їх важкості, в СРСР стояли на обліку в психоневрологічних диспансерах (ПНД). При цьому необхідно було регулярно з'являтися в диспансер, і знятися з обліку такій людині було майже неможливо:234. Мала місце практика поголовного «взяття на облік» всіх осіб з порушеннями психічної діяльності, які потрапили в поле зору психіатра, незалежно від їх бажання. Відсоток радянських громадян, які перебувають на обліку, з часом зростав. До 1987 року 10 мільйонів осіб перебувало на обліку в психоневрологічних диспансерах.
Сам факт перебування на обліку часто призводив до соціальних обмежень і довічної стигми. У порівнянні з іншими громадянами, людині, яка перебувала на обліку, було важче отримати житло і влаштуватися на роботу; виникали складнощі з тим, щоб отримати водійські права, поїхати в санаторій, обміняти квартиру та ін. Виконавчий директор Незалежної психіатричної асоціації Любов Виноградова зазначає, що звичними були випадки, коли люди мали діагноз «не може водити машину, не може їздити за кордон, не може виконувати ті чи інші види професійної діяльності, не може вчитися в ВУЗах».
Будь-яка організація могла звернутися в диспансер із запитом про те, чи перебуває людина на психіатричному обліку, і в разі позитивної відповіді людина піддавалася дискримінації. Зокрема, існувало поняття «недоцільність листування»: психоневрологічні диспансери в порушення всіх норм лікарської етики повідомляли без будь-яких обмежень, що громадянин перебуває на обліку в ПНД і, отже, листування з ним у відповідь на його скарги недоцільним.
Облік в психоневрологічних диспансерах був скасований в 1991 році; з нього було знято, за різними оцінками, до півтора мільйонів чоловік.
В Японія особи з психічними розладами традиційно піддавалися сильній стигматизації і дискримінації, що приводила до повної їх ізоляції від суспільства. Сотні законів і нормативних актів дискримінували душевнохворих: зокрема, їм заборонений був доступ в басейни, громадські лазні, музеї мистецтва, до історичних пам'яток, заборонена можливість брати участь в місцевих зборах і под. Люди з психічними порушеннями були позбавлені можливості займатися багатьма видами професійної діяльності. В 1980-ті роки у газетних статтях, книгах і медичних журналах з'явилися публікації про численні порушення прав пацієнтів японських психіатричних стаціонарів. Завдяки Закону про психічне здоров'я, який набрав чинності 31 липня 1988 року, ситуація з правами пацієнтів японських психіатричних клінік значно покращилася. Однак стигма психічного розладу в Японії збереглася; зберігаються проблеми з негативним ставленням до душевнохворих на рівні суспільства і державних інституцій.
В Італія в останні десятиліття XX століття в результаті реформи системи психіатричної допомоги до душевнохворих було сформовано терпиме ставлення, вони живуть і працюють серед нормальних людей.

## Законодавчі гарантії прав осіб з психічними розладами, міжнародні документи та етичні принципи у сфері психіатрії
Відповідно до положень Загальної декларації прав людини, Міжнародного пакту про економічні, соціальні та культурні права і Міжнародного пакту про громадянські та політичні права, особи з психічними розладами володіють усіма цивільними, економічними, соціальними і культурними правами. У цих документах закріплені право на здоров'я (що передбачає також право доступу до послуг з реабілітації), право на захист людської гідності, право на участь у житті суспільства, право на свободу та особисту недоторканність, право осіб з будь-якою формою інвалідності на захист своїх прав від можливої дискримінації.
На осіб з психічними розладами поширюється також ряд спеціалізованих документів ООН: Декларація про права розумово відсталих осіб (1971 р.), Декларація про права інвалідів (1975 р.), Звід принципів захисту всіх осіб, які піддаються затриманню або ув'язненню в якій би то не було формі (1988 р.), Принципи захисту психічно хворих осіб і поліпшення психіатричної допомоги (1991 р.), Конвенція про права інвалідів (2008 р.). Принципи захисту психічно хворих осіб і поліпшення психіатричної допомоги стали рамковою основою для розвитку законодавства в області психічного здоров'я в багатьох країнах; вони встановлюють стандарти лікування і утримання пацієнтів в психіатричних клініках і служать захистом проти необґрунтованого недобровільного утримання людей в такого роду установах. Згідно з принципами, кожна людина з психічним розладом має право, наскільки це можливо, жити і працювати в суспільстві. У Принципах стверджується, що обстановка і умови життя в психіатричному закладі повинні бути в тій мірі, в якій це можливо, наближені до умов нормального життя, включати можливості для проведення дозвілля і відпочинку, можливості для віросповідання, для здобуття освіти та професійної реабілітації.
Право пацієнтів на інформовану згодау при недобровільній госпіталізації спеціально обумовлене стандартами Європейського комітету з попередження тортур і нелюдського або принижуючого людську гідність поводження або покарання. Згідно з цими стандартами, «примусове поміщення особи в психіатричний заклад не повинно тлумачитися як дозвіл на проведення лікування без його згоди. З цього випливає, що будь-якому осудному пацієнту, добровільному або недобровільному, повинна бути надана можливість відмовитися від лікування або будь-якого іншого медичного втручання. Будь-який відступ від цього фундаментального принципу повинен мати законні підстави і застосовуватися лише в ясно і чітко визначених виняткових обставинах».
Європейська конвенція Про захист прав людини та основних свобод (1950), ратифікована Україною в 1997 році, дозволяє особам з психічними розладами (у тому числі визнаним недієздатними) звертатися до Європейського суду з прав людини, якщо вони вважають свої права порушеними.
Етичні принципи у сфері психіатрії визначаються Гавайською декларацією (прийнятою в 1977 році Всесвітньою психіатричною асоціацією), Мадридською декларацією по етичним стандартам в області психіатричної практики (прийнятої Всесвітньою психіатричною асоціацією в 1996 році), що декларують гуманне, шанобливе ставлення лікаря до пацієнта, відсутність тих чи інших проявів дискримінації, взаємну згоду при терапевтичному втручанні, дотримання принципу інформованої згоди, застосування недобровільного лікування лише в строго обумовлених випадках, неприпустимість нанесення морального, фізичного або матеріального збитку. Мадридська декларація намічає етичні орієнтири в нових ситуаціях, що стали актуальними з часу прийняття Гавайської декларації: містить рекомендації з поведінки психіатрів і відношенню до евтаназії, тортур, страті, зміні статі і трансплантації органів. Згідно з доповненнями до Мадридської декларації, що були прийняті в 1999 році, психіатри в своїх контактах зі ЗМІ зобов'язані представляти осіб з психічними розладами таким чином, щоб не принижувати їх гідність, не допускати втручання в приватне життя, зобов'язані виступати на захист осіб з психічними розладами і сприяти зменшенню стигматизації та дискримінації. У доповненнях також говориться, що психіатри не повинні робити заяв у ЗМІ щодо передбачуваної психічної патології будь-кого.

## Порушення прав окремих категорій осіб з психічними розладами

### Порушення прав пацієнтів психіатричних стаціонарів
В 2007 році зазначалося, що за даними ВООЗ, більше 50 % всіх пацієнтів у ряді країн Східної Європи продовжують проходити лікування у великих психіатричних лікарнях, в деяких з них спостерігається високий рівень смертності через низьку якість медичної допомоги, порушеня прав людини та порушення недоторканності особистості.
Згідно з результатами моніторингу, проведеного в 2010 році кримським осередком Всеукраїнської громадської організації інвалідів та споживачів психіатричної допомоги «ЮЗЕР», в психіатричних лікарнях Криму спостерігалися такі проблеми, як недотримання державних будівельних норм (у Євпаторійський психо-наркологічній лікарні життєвий простір одного пацієнта становив від сили 1 м2), грубе, неповажне ставлення медичного персоналу (фізичне насильство, образи, погрози і т. ін.), недотримання санітарно-гігієнічних норм, відсутність можливості для прогулянок, застосування надмірно жорстких заходів фізичного обмеження (обмотування мокрим простирадлом) і т. ін.
В 2015 році в Україні спостерігачі Національного превентивного механізму проти тортур — органу, що працює спільно з офісом омбудсмена — заявили, що пацієнти психіатричних лікарень і психоневрологічних інтернатів України живуть в умовах, які, з точки зору міжнародного досвіду, прирівнюються до жорстокого поводження і тортур. За словами голови Центру інформації про права людини Тетяни Печончик, у Левонківській психіатричній лікарні пацієнти перебувають по 20-30 років; Печончик також вказала, що пацієнти лікарні недоїдають і змушені купувати хліб на свої залишки пенсії, частина якої використовується персоналом для потреб установи.
С. Глузман, президент Асоціації психіатрів України, зазначав: «… Якщо ви йдете по території психлікарні і бачите людину, що трясеться і ледве рухається, то знайте: до такого стану його довела не хвороба, а радянські методи лікування, що досі застосовуються в Україні». У 2015 році С. Глузман вказував, що пацієнти психіатричних стаціонарів України голодують, «подекуди годують на 2-3 гривні в день. І з медикаментами, навіть з дешевими і малоефективними, велика проблема».
Моніторинг, проведений в 2009—2010 роках в психіатричних стаціонарах Казахстану астанською філією Казахстанського міжнародного бюро з прав людини і дотримання законності, виявив такі проблеми: недостатня площа палатних приміщень з розрахунку на 1 пацієнта (від 1,6 м2) і переповненість стаціонарів; недостатня кількість туалетів, душових і умивальників (пацієнти позбавлені усамітнення при відправленні фізіологічних потреб, не можуть регулярно приймати душ); жорстоке поводження (образи, грубість, побиття, погрози, покарання і т. ін.); обмеження контактів з зовнішнім світом, необґрунтовані обмеження зустрічей з родичами, знайомими; цензурування листів пацієнтів; відсутність умов для реалізації права користуватися телефоном; порушення прав пацієнтів на застосування якісних, ефективних і безпечних лікарських засобів (багато пацієнтів відзначали побічні ефекти від прийнятих медикаментів); в переважній більшості випадків стаціонари не забезпечують пацієнтів одягом, в тому числі теплим в холодну пору року, а також необхідними туалетними та гігієнічними засобами:10,41—42,102,104,105.
У 2019 році офіс Народного захисника Грузії (грузинського уповноваженого з прав людини) опублікував доповідь за результатами візиту до психіатричної лікарні Бедіані. У доповіді зазначалося, що палати лікарні переповнені і багатьом пацієнтам ніде зберігати особисті речі, двері туалетів не закриваються, пацієнти змушені користуватися загальною мочалкою і іноді разом приймати душ. Оскільки в системі психіатричної допомоги Грузії понад половину бюджету витрачається на стаціонари, люди, які потребують постійної підтримки і догляду або не мають власного житла, часто змушені перебувати в стаціонарах довічно — не за медичними показами, а з соціальних причин. За даними доповіді Народного захисника, 64 з 158 пацієнтів лікарні Бедіані перебували там понад п'ять років, а половина з цих 64 пацієнтів перебували в цій лікарні більше 11 років.
У тому ж році грузинська влада, визнавши порушення прав людини в психіатричній лікарні Бедіані, закрила її. Більшість пацієнтів лікарні були переведені в Національний центр психічного здоров'я в селі Кутірі, де також важкі умови утримання: масивні залізні двері палат, зазвичай замкнені; залиті цементом обгороджені майданчики для прогулянок; застосування фізичних заходів обмеження і побиття; низька якість наданої медичної допомоги.

### Порушення прав пацієнтів психоневрологічних інтернатів

#### Ситуація в Україні
Часті порушення прав у спеціалізованих інтернатах відзначаються також на території України. За результатами моніторингу, проведеного у чотирьох психоневрологічних інтернатах України у 2016 році за підтримки МЗС Нідерландів, групи експертів Міжнародного фонду «Глобальна ініціатива в психіатрії» і офісу Уповноваженого Верховної Ради України з прав людини, було виявлено, що люди, які проживають у психоневрологічних інтернатах, відрізані від навколишнього світу, живуть закритим регламентованим життям; їх соціальні, моральні та особистісні проблеми персонал намагається вирішити медикаментозним шляхом, підміняючи індивідуальний підхід до їхніх потреб дегуманізованим уніфікованим доглядом. Пацієнти інтернатів позбавлені можливості займатися будь-якою осмисленою діяльністю, можливості отримати психологічну підтримку і консультування. Патерналістське ставлення персоналу до пацієнтів, що панує в інтернатах, призводить до стирання індивідуальності пацієнтів, відсутності у них вільного волевиявлення.
Моніторинг виявив і такі проблеми, як брак особистих речей, брак медикаментів, відсутність стоматолога, соціальних працівників, фахівців з реабілітації і трудотерапії, відсутність пандусів, достатньої кількості інвалідних колясок та інших технічних засобів, у деяких випадках — розміщення хімічних туалетів поруч з ліжками лежачих клієнтів. Член моніторингової групи Юлія Пієвська зазначила, що «людина, потрапляючи в інтернат, повністю втрачає свою особистість, свій внутрішній світ» і що керівник моніторингової групи Роберт ван Ворен назвав побачене в психоневрологічних інтернатах «абсолютним злом».
За твердженням Андрія Федотова, голови кримського осередку організації «ЮЗЕР», висловленого на прес-конференції в 2010 році, кримські спеціалізовані інтернати, де утримуються люди з фізичними або психічними відхиленнями, більше нагадують «концтабір, тільки без газових камер». За оцінкою Федотова, умови в таких інтернатах значно гірші, ніж у психіатричних лікарнях: процвітають використання рабської праці пацієнтів, побиття і зґвалтування.
У 2015 році спостерігачі з Національного превентивного механізму описали випадки в Чернігівській області, коли підопічні психоневрологічних інтернатів роками не виходили на вулицю, не отримували медичної допомоги, жили в багнюці і спали в інвалідний візках замість ліжок. Так, одну жінку з пухлиною у грудях, що знаходилась в Городнянському ПНД, три роки не оглядали лікарі; при відвідуванні ПНД правозахисниками пухлина кровоточила. У тому ж ПНД представники офісу омбудсмена стали свідками вкрай недбалого догляду за хворими: у відділенні стояв запах сечі, жінки лежали без спідньої білизни, у двох жінок через постійне лежання утворилися пролежні. У Любецькому інтернаті для лікування кожного хворого передбачено лише 1,45 гривні на добу; за словами Т. Печончик, на вході до відділення цього інтернату немає жодного пандуса, через що багато людей не можуть вийти на прогулянку. Загалом у ПНД Чернігівської області, за даними за 2015 рік, передбачено близько гривні на день на медикаменти та від 5 до 10 — на харчування.

### Порушення прав дітей в психіатрії
У країнах Європи основні принципи надання допомоги дітям з психічними відхиленнями — перебування дитини в сім'ї, допомога в максимально природних і звичних умовах, при якій в реабілітації беруть участь батьки та інші члени сім'ї. Пріоритет зазвичай віддається амбулаторній допомозі і роботі різного роду денних реабілітаційних центрів, а не ізоляції дітей і госпіталізації їх в стаціонари.